# Une journée tranquille à la fin de la guerre
Pour plus de détails, voir Fiche technique et Distribution.
Une journée tranquille à la fin de la guerre (en russe : Спокойный день в конце войны) est un court métrage de guerre soviétique sorti en 1970. C'est le film de fin d'études du réalisateur Nikita Mikhalkov produit par les studios Mosfilm.

## Synopsis
À la fin de la guerre en 1944, dans un coin du Front de l'Est où les activités militaires semblent avoir cessé, deux soldats soviétiques blessés attendent les secours dans une église abandonnée. Ils se retrouvent en possession de plusieurs caisses contenant des tableaux volés abandonnés par les Allemands. Alors qu'Andreï les met à l’abri en vue de préserver le bien de la république, son compagnon, sergent Kolia ne partage pas son enthousiasme, il ne pense qu'à partir. Une voiture arrive avec un expert d'art envoyé par les autorités qui demande à examiner les peintures. Andreï refuse de rendre les caisses sans documents. Kolia profite de cette occasion pour se faire transporter à l'hôpital, une jeune militaire lui cède sa place dans le véhicule. Restés seuls, les jeunes gens font connaissance. La fille s'appelle Adalat, elle est originaire de Kazakhstan. Andreï accroche quelques tableaux sur le mur de l'église et propose faire une escapade vers la rivière. À leur retour, ils entendent et aperçoivent quelques soldats allemands qui ont découvert l'exposition improvisée. Adalat supplie Andreï de se cacher, mais celui-ci ne compte pas laisser le trésor à l'ennemi. Profitant de l'effet surprise, il abat les Allemands un à un jusqu'à ce que plus personne ne se manifeste. Andreï tente de sauver les tableaux de l'incendie qui vient de se déclarer dans l'église, quand un coup de feu retentit et le fait s'écrouler. C'est le dernier des pillards qui aussitôt prend la fuite à travers les champs. Du haut du clocher Adalat le voit et lui tire dessus, mais manque de l'abattre et il disparait. Un moment plus tard, les tableaux retrouvent leur place dans la caisse. Adalat est seule. Une voiture passe au loin. Alors pour appeler à l'aide, la jeune femme remonte sur le clocher et la sonnerie des cloches fait écho à son état d’âme.

## Fiche technique
- Réalisateur : Nikita Mikhalkov
- Scénariste : Roustam Ibraguimbekov
- Photographie : Dmitri Korzhikhine
- Directeur artistique : Irina Schreter
- Assistant réalisateur : N.Dostal, S.Artamonov
- Montage : Nina Maïorova
- Compositeur : Edouard Artemiev
- Son : Youri Rabinovitch
- Musique : Orchestre symphonique d'État de l'URSS pour l'art cinématographique
- Chef d'orchestre : Emin Khatchatourian
- Décorateur : Aleksandr Adabachyan
- Costumier : N.Fomina
- Maquillage: V.Goreva
- Rédaction : O.Kozlova
- Directeur : G.Abramov
- Société de production : Mosfilm
- Pays d'origine : URSS
- Format : noir et blanc
- Langue : russe
- Genre : Drame de guerre
- Durée : 38 minutes
- Sortie (URSS) : 1970

## Distribution
- Sergueï Nikonenko : Andreï
- Natalia Arinbassarova : Adalat
- Alexandre Kaïdanovski : Kolia, sergent
- Irina Diomina (ru) : expert d'art
- Iouri Bogatyriov : soldat allemand
- Lev Dourov : soldat allemand
- Alexandre Porokhovchtchikov : soldat allemand
- Valentin Smirnitski : soldat allemand